# Cadours
Cadours este o comună în departamentul Haute-Garonne din sudul Franței. În 2009 avea o populație de 1.058 de locuitori.

## Evoluția populației
| An        | 1975 | 1982 | 1990 | 1999 | 2006  | 2009  |
| --------- | ---- | ---- | ---- | ---- | ----- | ----- |
| Populație | 776  | 687  | 694  | 696  | 1.019 | 1.058 |

## Monumente

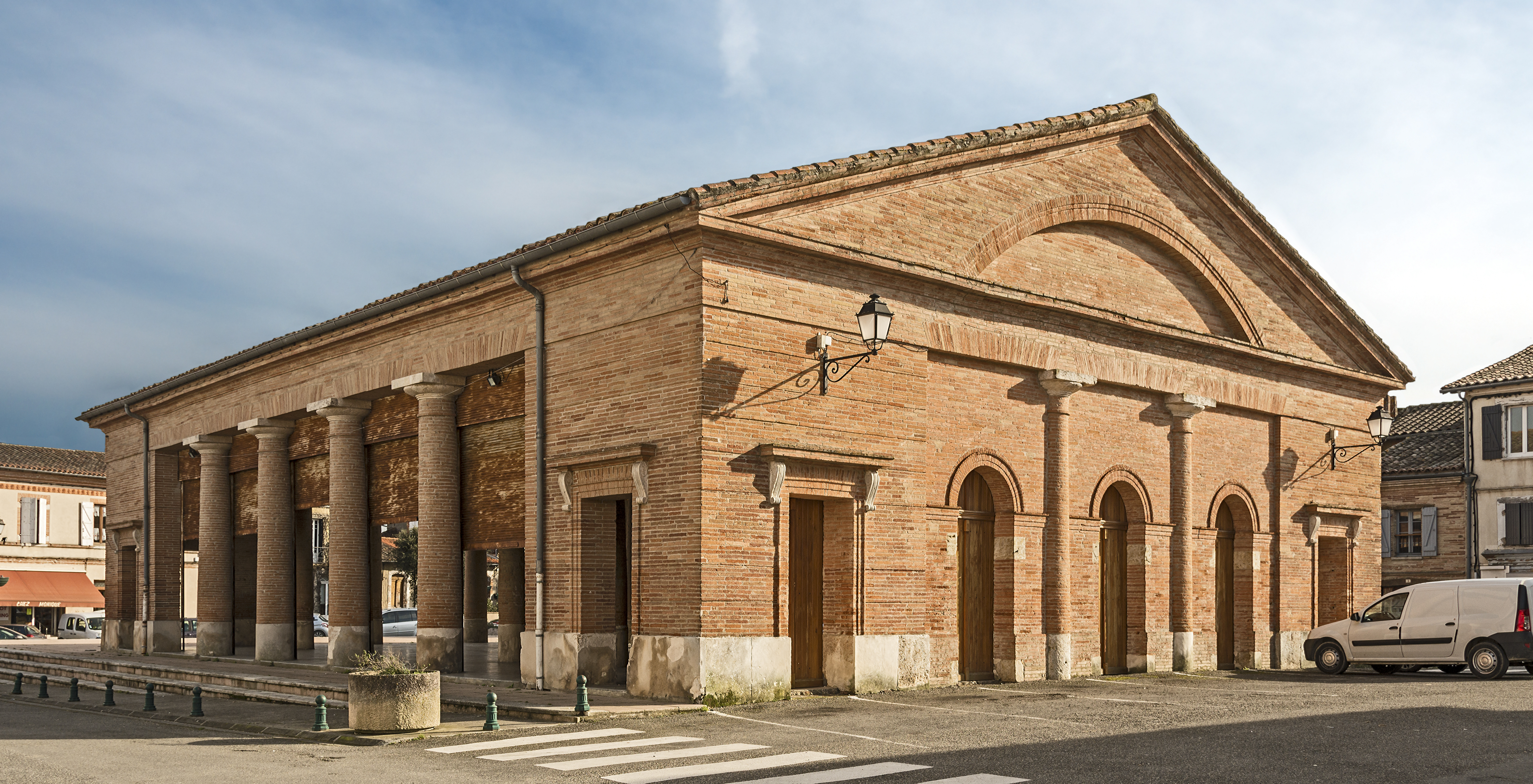
Sala de piață.
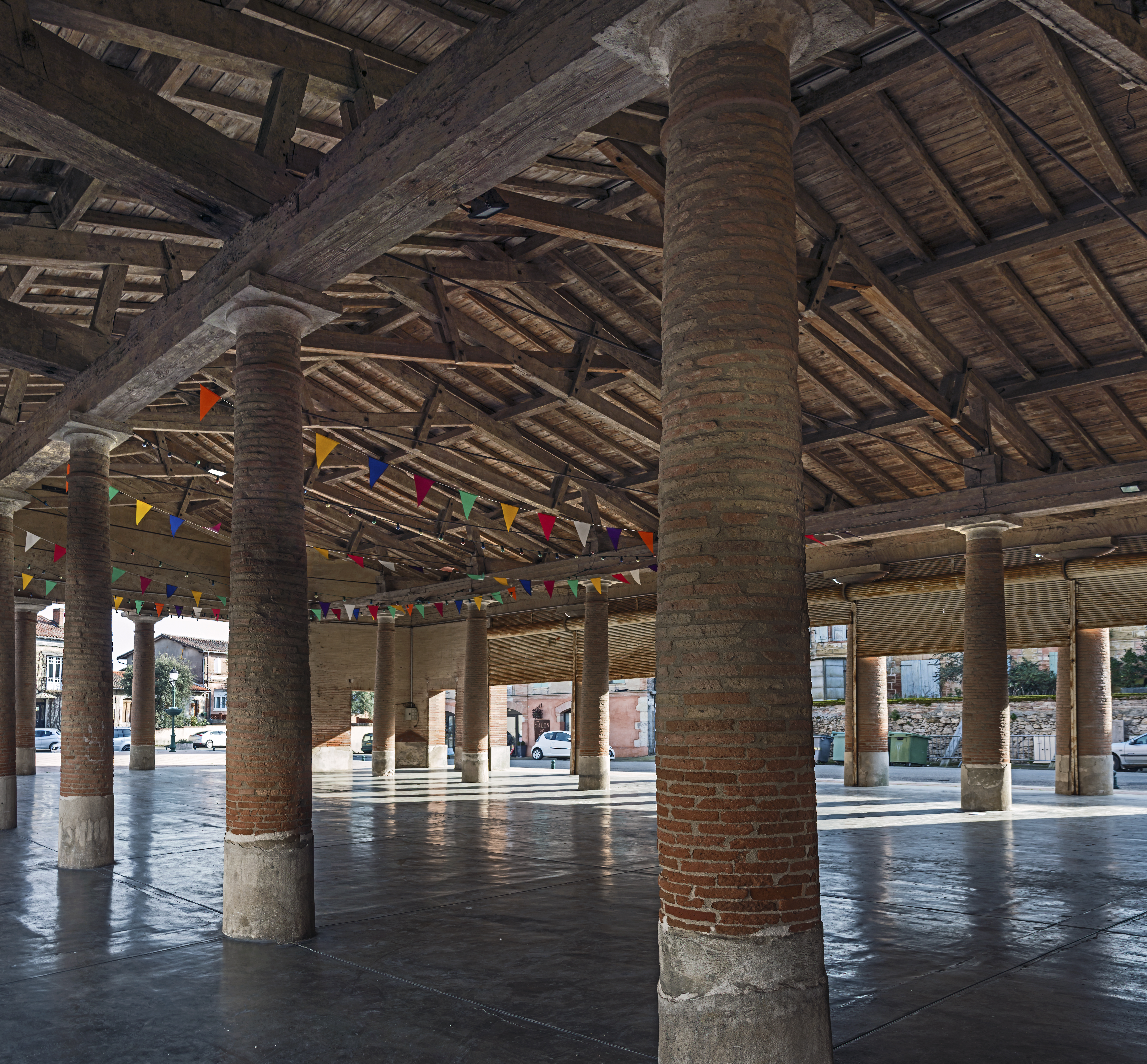
În interiorul sălii de piață.
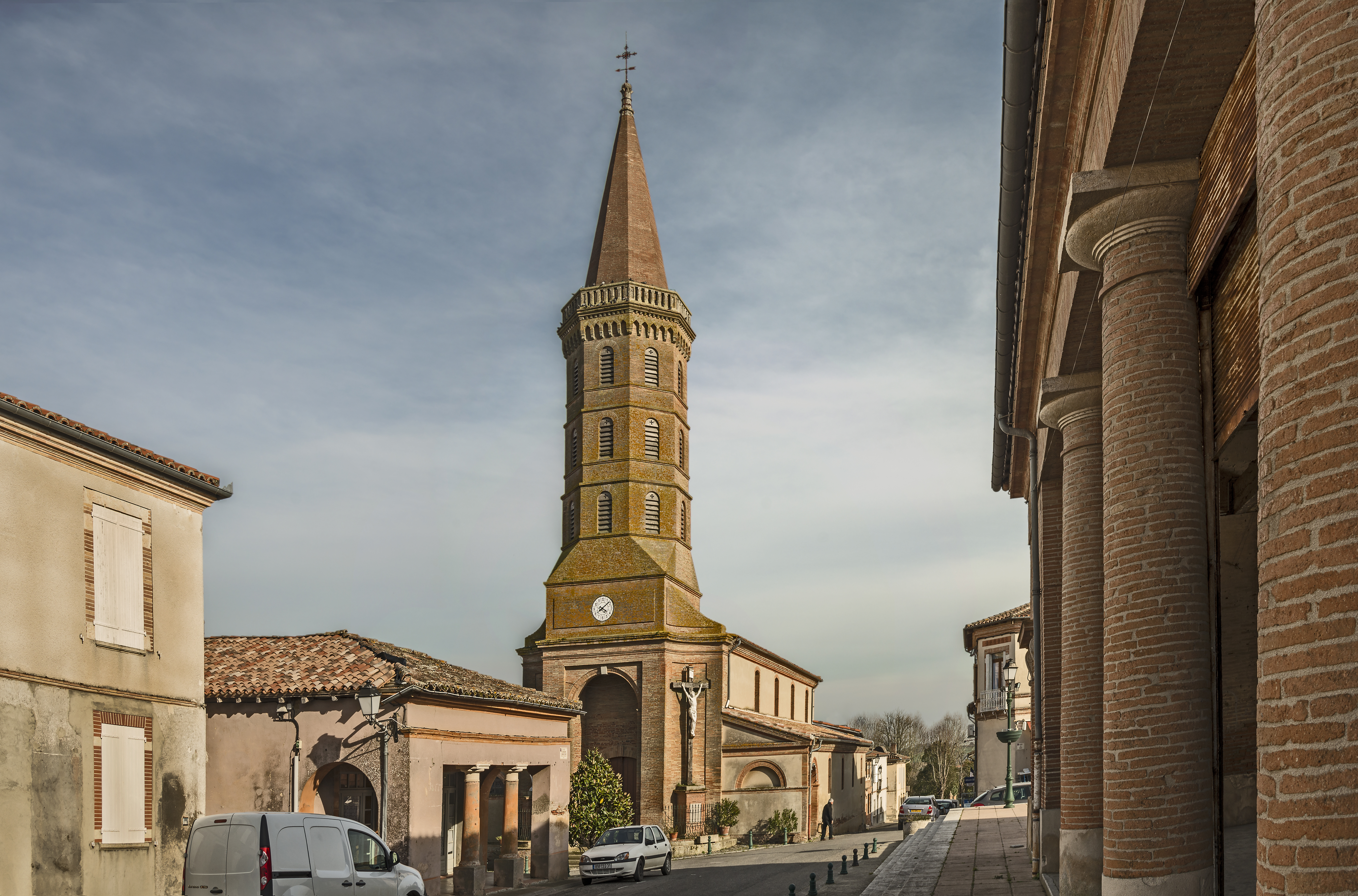
Biserica.
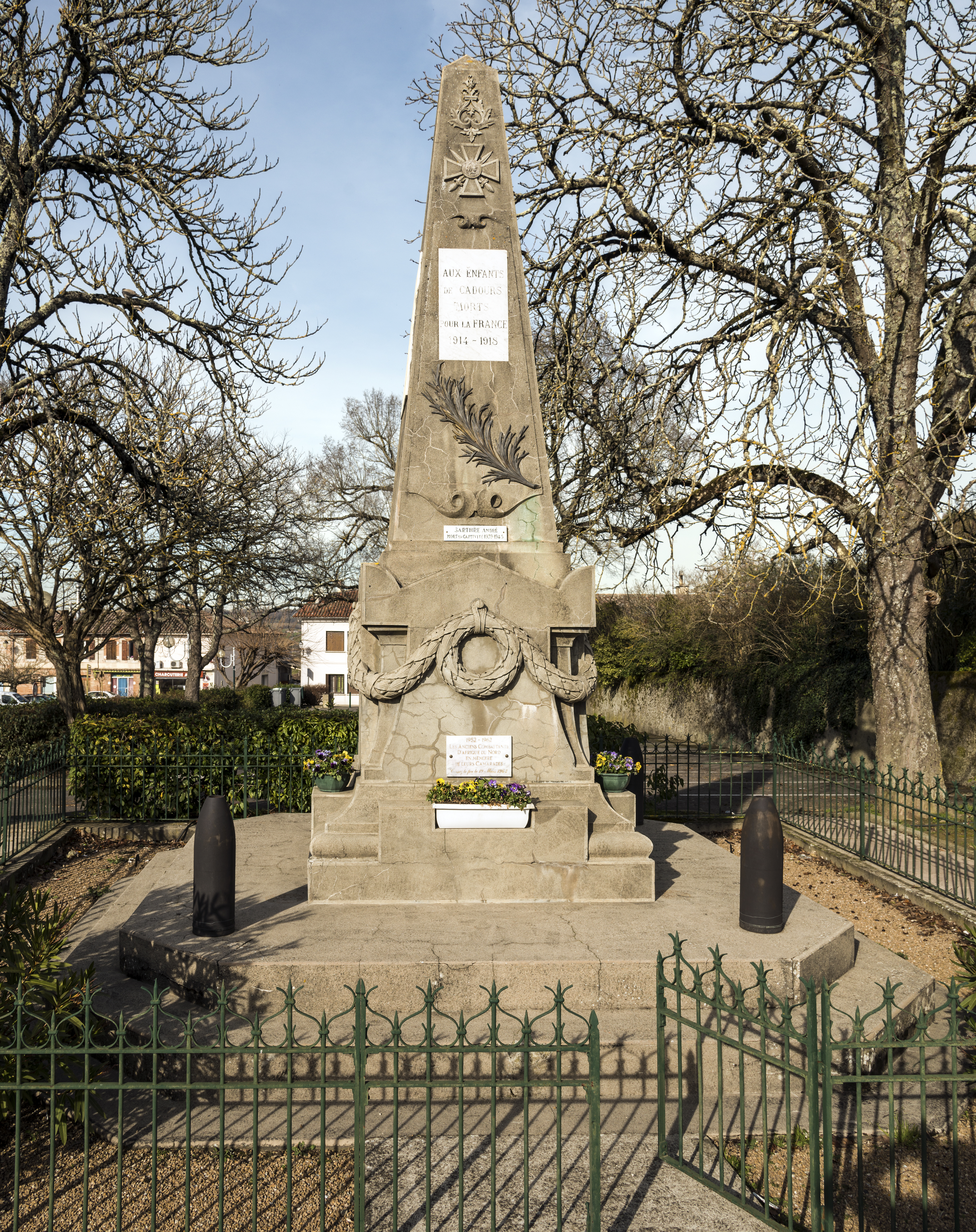
Memorial al doilea război